# Paolo Pulici
Paolo Pulici (ur. 27 kwietnia 1950 w Roncello) – włoski piłkarz występujący na pozycji napastnika.

## Kariera klubowa
Paolo Pulici zawodową karierę rozpoczynał w 1966 roku w AC Legnano. Rozegrał dla niego jednak tylko jeden ligowy pojedynek, po czym podpisał kontrakt z Torino FC. W nowym klubie zadebiutował podczas zremisowanego 0:0 meczu z Cagliari Calcio. Łącznie spędził w nim piętnaście lat, w trakcie których rozegrał 437 spotkań – 335 w Serie A, 72 w Pucharze Włoch, 29 w Pucharze Europy i 1 w Torneo di Capodanno. Dla Torino strzelił 173 goli, z czego 134 w rozgrywkach ligowych. W 1976 roku Pulici wywalczył z ekipą „Granata” mistrzostwo kraju, a w 1968 i 1971 roku zdobył Puchar Włoch. W sezonie 1972/1973 Pulici razem z Giuseppe Savoldim i Giannim Riverą został królem strzelców ligi, a sukces ten powtórzył również w sezonie 1974/1975 i 1975/1976.
W 1982 roku włoski napastnik odszedł do Udinese Calcio, dla którego rozegrał 26 spotkań w Serie A. Kolejne dwa lata spędził w Fiorentinie, w barwach której wystąpił łącznie w 40 meczach pierwszej ligi. W 1985 roku Pulici zakończył karierę. Obecnie jest trenerem juniorów w klubie SS Tritium 1908.

## Kariera reprezentacyjna
W reprezentacji Włoch Pulici zadebiutował 31 marca 1973 roku w wygranym 5:0 meczu z Luksemburgiem. Następnie wziął udział w Mistrzostwach Świata 1974, jednak Włosi zostali z nich wyeliminowani już w rundzie grupowej. W 1978 roku Pulici wystąpił na Mistrzostwach Świata w Argentynie i razem z zespołem „Squadra Azzura” zajął na nich czwarte miejsce. Łącznie dla drużyny narodowej były gracz Torino rozegrał 19 meczów i strzelił 5 bramek.